# Glacier des Périades
Le glacier des Périades est un glacier alpin du massif du Mont-Blanc situé dans le département français de la Haute-Savoie.